# قطعنامه ۱۱ شورای امنیت
قطعنامه ۱۱ شورای امنیت سازمان ملل متحد که در تاریخ ۱۵ نوامبر ۱۹۴۶ تصویب شد، سندی بین‌المللی دربارهٔ دیوان بین‌المللی دادگستری است. این قطعنامه طی نشست ۸۰ام با ۱۱ موافق، ۰ مخالف و ۰ ممتنع مصوب شد.